# Гельд-Сак
«Гельд-Сак» (от нидерл. geldzak — денежный мешок) или «Сак-Драгер» (от нидерл. zakdrager — сумка-перевозчик) — буер Балтийского флота Русского царства, находившийся в составе флота с 1703 года, один из серии буеров одноимённого типа, участник Северной войны 1700—1721 годов, в том числе том числе ледового похода кораблей Балтийского флота от Кроншлота в Выборгу.

## Описание корабля
Парусный буер с деревянным корпусом, один из четырёх буеров одноимённого типа. Длина судна составляла 24,4 метра, ширина — 7,3 метра, а осадка — 2,7 метра. Экипаж мог достигать 15 человек.
Сведений об артиллерийском вооружении буера при его постройке не сохранилось, однако на судне того же типа «Бир-Драгере» была установлена одна 8-фунтовая пушка.
На парусное вооружение буера было потрачено: 621 аршин канифаса, 60 аршин любского полотна и 458 аршин олонецкого полотна. Из канифаса изготавливались гафель-сеил, фок-сеил, клифок большой и блинда-сеил, из любского полотна — бизань-сеил, а из олонецкого полотна на топ-сеил, брифок и клифок малый. Также 35 аршин серого толстого полотна было потрачено на брезенты. Сведений о якорях «Гельд-Сака» не сохранилось, однако на однотипном «Бир-Драгере» были установлены два якоря: один 16-пудовый, а второй весом 15 пудов и 30 фунтов.
Как и большинство вспомогательных судов своего времени буер имел ярко выраженное иностранное происхождение и был назван в соответствии со своим функциональным назначением. Первоначально судно предназначалось для перевозки насыпанного в мешки груза, в том числе денежной наличности, а «Гельд-Сак» и «Сак-Драгер» — это транслитерации на русский голландских (нидерл. geldzak и нидерл. zakdrager) выражений, буквально означавших «денежный мешок» и «сумка-перевозчик» соответственно. Также в литературе встречаются варианты написания наименования буера: «Гельт-Сак», «Гельтсак», «Гелтсак», «Гельд-Зак», «Гельдзак», «Гелт-Зак», «Де Гельтсак» и «Зав-Драгель».

## История службы
Буер «Гельд-Сак» был заложен на Олонецкой верфи 24 марта (4 апреля) 1703 года и после спуска на воду 1 (12) августа 1703 года вошёл в состав Балтийского флота России. Строительство вёл кораблестроитель Сите Мелес.
В кампанию 1704 года в декабре находился в Новой Ладоге в готовности, никаких дополнительных материалов для буера не требовалось. 
Принимал участие в Северной войне в качестве транспортного судна. В кампании с 1705 по 1710 год использовался для перевозки грузов и провианта в приморские крепости, на верфи и суда эскадры. Принимал участие в ледовом походе кораблей Балтийского флота от Кроншлота в Выборгу, был определен в состав транспортных судов эскадры с экипажем в 10 человек. В кампании 1711 и 1712 годов вновь использовался для перевозки грузов и провианта в приморские крепости, на верфи и суда эскадры, а в мае 1712 года также принимал участие в походе кораблей Балтийского флота к Выборгу. 
В 1713 году нёс службу в качестве транспортного судна в акватории Финского залива, в августе сел на камни в финляндских шхерах, однако позже был снят с камней, отремонтирован и вновь введён в состав флота.
В кампании с 1714 по 1718 год также использовался для перевозки грузов и провианта в приморские крепости, на верфи и суда эскадры. При этом судя из переписки Корнелиуса Крюйса с князем А. Д. Меншиковым, буер в августе 1716 года пришел с грузом в Ревель и до осени того же года должен был вернуться в Санкт-Петербург, а по состоянию на август 1718 года был направлен в Пернов за грузами, а по возвращении использовался для перевозки досок.
Сведений о выводе буера «Гельд-Сак» из состава флота не сохранилось.

## Командиры корабля
Командирами буера «Гельд-Сак» в составе российского флота в разное время служили:
- Сергей Бухвостов (1703 год)[3];
- шкипер Барстер Корнилисен (1707—1712 годы)[14];
- в кампанию 1718 года находился в плавании под командованием нижних чинов — русских матросов[15].